# Guarino Guarini
Camillo-Guarino Guarini (n. 7 ianuarie 1624, Modena - d. 6 martie 1683, Milano) a fost un preot și arhitect italian care a avut preocupări și în domeniul matematicii și literaturii.

## Biografie
În 1660 a scris piesa de teatru La Pietà trionfante.
A mai scris și cărți de matematică în care s-a ocupat de proiecția ortogonală și cea stereografică, de imaginea în plan a curbelor și de suprafețe nedesfășurabile.
Cea mai valoroasă lucrare științifică a sa este  Euclides adauctus din domeniul geometriei descriptive.

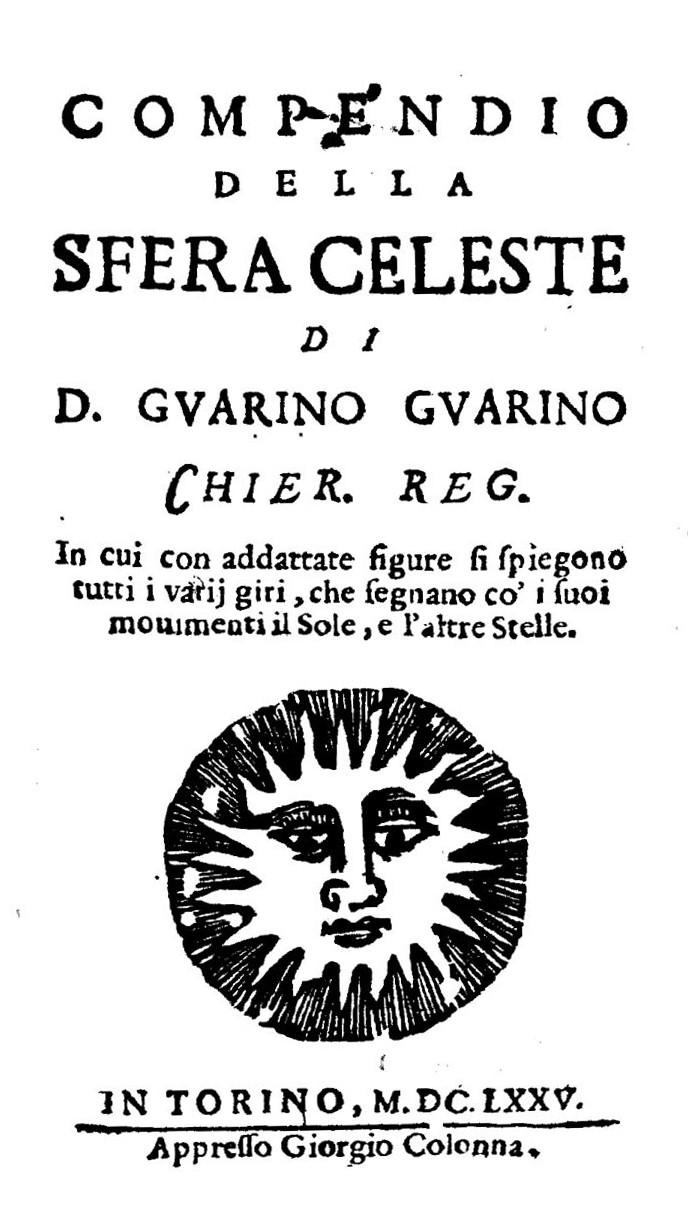
Compendio della sfera celeste, 1675

Ca arhitect, a proiectat mai multe clădiri publice particulare din Torino, printre care: palatul lui Carol Emanuel al II-lea, bazilica San Lorenzo, Palazzo Carignano și multe alte edificii din orașe ca: Modena, Messina, Verona, Viena, Praga, Lisabona, Paris.